# 帕維烏·扎古姆內

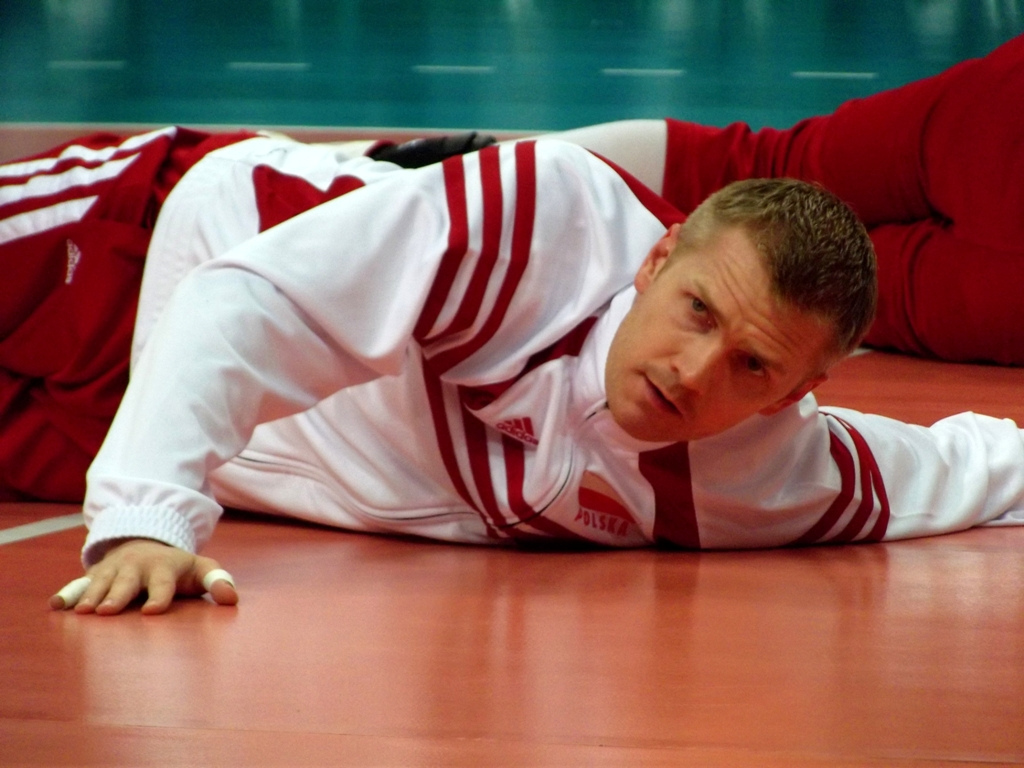
帕維烏·扎古姆內

帕維烏·扎古姆內（波蘭語：Paweł Zagumny；1977年10月18日—）是一位波蘭排球運動員。他效力於波蘭排球聯賽球隊AZS。他也代表波蘭國家排球隊參賽，參加了2014年世界排球錦標賽。